# Marius Probst
Pour les articles homonymes, voir Probst.
Marius Probst (né le 20 août 1995 à Herne) est un athlète allemand, spécialiste du demi-fond.
Sur 1 500 m, en salle, son record personnel est de 3 min 41 s 40, obtenu le 19 février 2017 à Leipzig, tandis que son record personnel est de 3 min 39 s 60, obtenu le 16 juillet 2016 à Heusden-Zolder, porté à 3 min 38 s 54 le 27 mai 2017.